# Барбара Шеръд
Барбара Шеръд (на английски: Barbara Sherrod) е американска писателка на произведения в жанра съвременен и исторически любовен роман. Пише и под псевдонима Барбара Нийл (на английски: Barbara Neil).

## Биография и творчество
Барбара Клер Шеръд е родена на 7 ноември 1940 г. в САЩ. Завършва висше образование с бакалавърска степен от колежа „Барнард“ на Колумбийския университет и магистърска степен по английска филология от университета на Айдахо. След дипломирането си работи като редактор на „Harcourt Brace“, Ню Йорк. Става член на Обществото на Джейн Остин, което я мотивира да започне да пише.
Първият ѝ регенски роман „Mary Ashe“ (Мери Аш) е публикуван през 1987 г.
Заедно с романите си пише статии, разкази и музикална пародия. Получава награди от Лигата на авторите в Колорадо и от университета на Юта. През лятото участва в регионалната комедийна трупа „The Mostlies“. Провежда семинари по творческо писане в Държавния университет на Колорадо, както и на конференции на писателите.
Кариерата ѝ спира временно след като е диагностицирана с фибромиалгия. След продължително лечение, диета и терапия за активиране на мускулите, продължава да пише.
Барбара Шеръд живее със семейството си във Форт Колинс, Колорадо.

## Произведения

### Самостоятелни романи
- Mary Ashe (1987)
- Lady Divine (1988)
- The Players (1989)
- Daughter of the Dreadfuls (1994)
- Gamester's Lady (1994)
Дамата на играча, изд.: ИК „Компас“, Варна (1995), прев. Бранимир Белчев
- Gone Missing (2011)

### Като Барбара Нийл
- Lessons for a Lady (1990)
- The Celebrated Miss Neville (1990)
- Lucy's Scoundrel (1991)
- Bella (1992)
- Mask of White Satin (1992)
- Gentleman Rogue (2005)